# Дзвінець малий
Дзвінець малий (Rhinanthus minor) — вид трав'янистих рослин родини вовчкові (Orobanchaceae), поширений в Євразії й Північній Америці.

## Опис
Це однорічні трав'янисті рослини заввишки (10)20–40(50) см. Стебла не- або слабо розгалужені, коричнево-зелені. Листки супротивні, безчерешкові; пластини від вузько-яйцеподібних до вузько-еліптичних, з дрібними, тупозубими краями. Центральні листки мають щонайбільше 10 пар вен. Приквітки яйцеподібні, коричнево-зеленого кольору. Квіти: віночки 13–15 мм довжиною, темно-жовті, двогубі, з довгими прямими трубками. Верхні губи закручені, верхівки з 2-ма короткими, тупими, фіалковими зубами. Нижні губи 3-лопатеві. Чашечки 4-роздільні, овальні, широкі, темні. Тичинок 4. Плоди коричневі, плоскі, бл. 7 мм довжиною капсули. Вони розділені на камери і містять мало насіння розміром близько 4,9 × 3.8 мм і вагою в середньому 2.84 мг.
Ця рослина — напівпаразит, вона всмоктує поживні речовини від коренів сусіда. Рослиною-господарем може бути один з більш ніж 50 видів, проте привілейованими цілями є бобові культури через їх високі рівні азоту.

## Поширення
Азія (Вірменія, Росія); Північна Європа (Білорусь, Естонія, Латвія, Литва, Молдова, Україна, Австрія, Бельгія, Чехія, Німеччина, Угорщина, Нідерланди, Польща, Словаччина, Швейцарія, Данія, Фінляндія, Ірландія, Норвегія, Швеція, Велика Британія, Албанія, Болгарія, Хорватія, Греція, Італія, Румунія, Сербія, Словенія, Франція, Португалія, Іспанія, Фарерські острови); Північна Америка (Гренландія, Канада, США). 
Населяє дорожні й польові узбіччя, луки, скошені луки, пасовища і дюни. Зростає на різних ґрунтах, у тому числі, це глина, пісок, вапно, іноді торф; на ділянках, де ґрунт має рН нижче 5.0, цей вид відсутній.
В Україні зростає на луках — у більшій частині території, крім пд. ч. степу і Криму.

## Використання
Рослина відома своїми лікувальними властивостями, зокрема може бути використана для полегшення симптомів астми, сухого кашлю, катару і при різних очних захворюваннях.

## Галерея

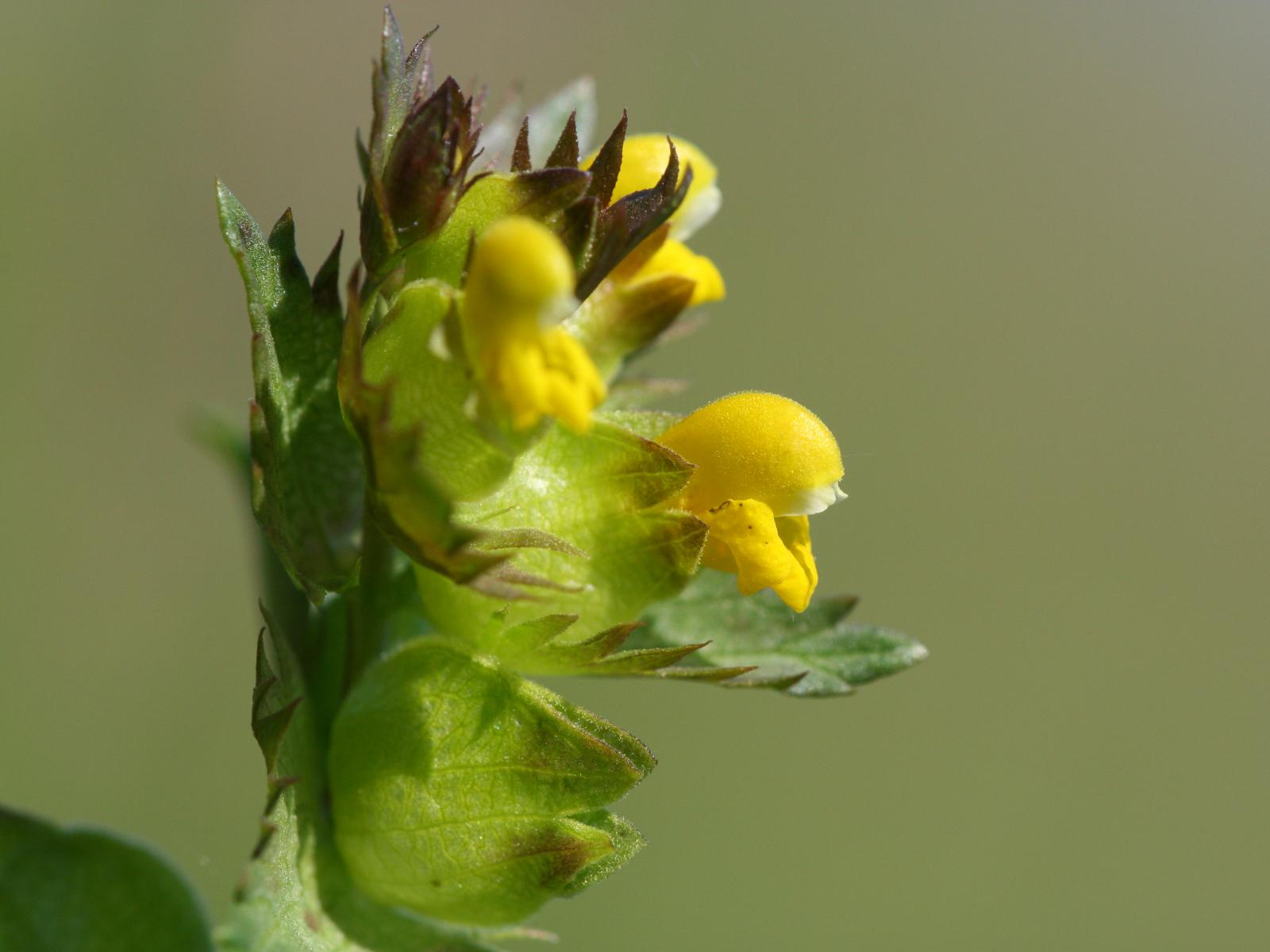
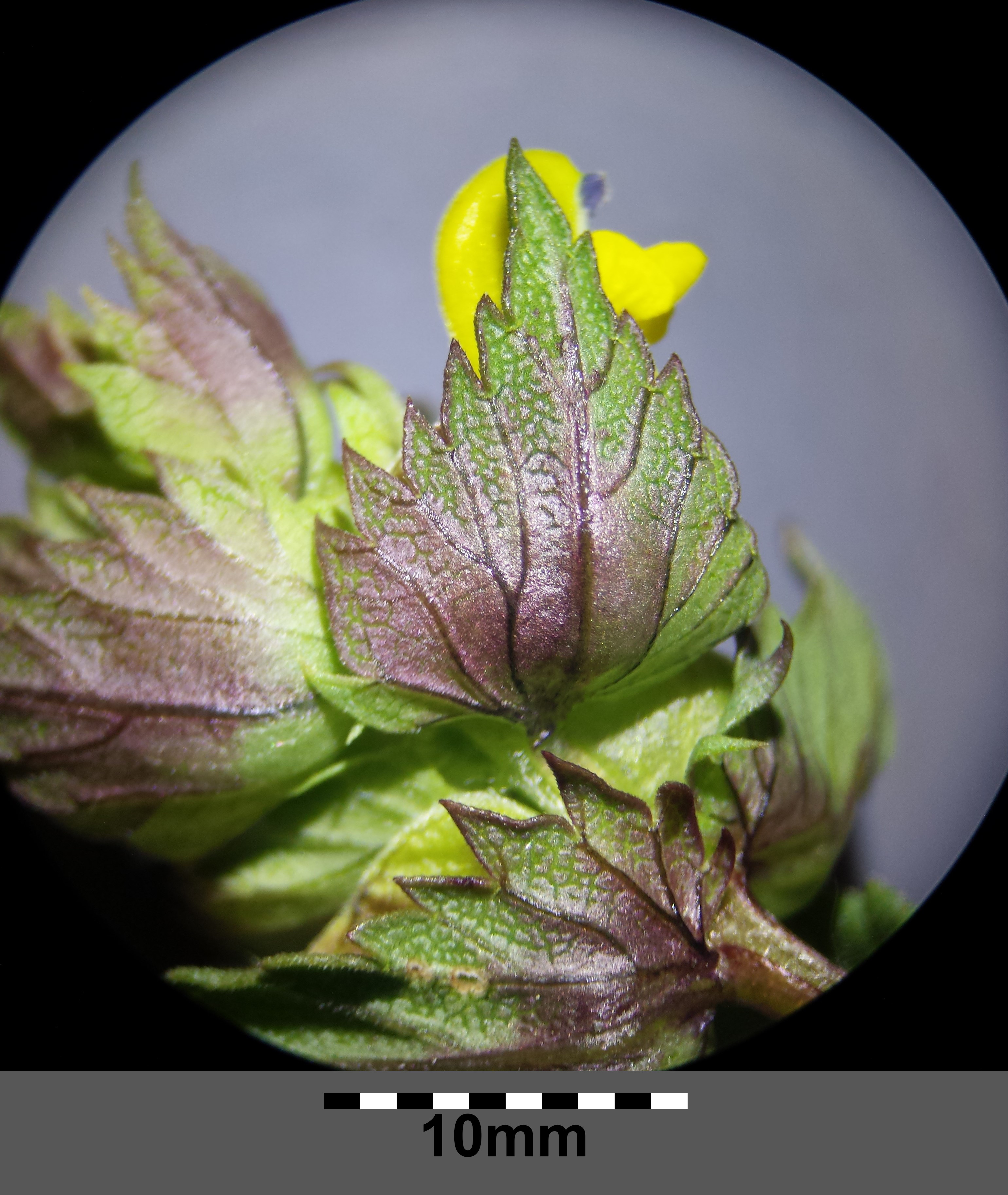
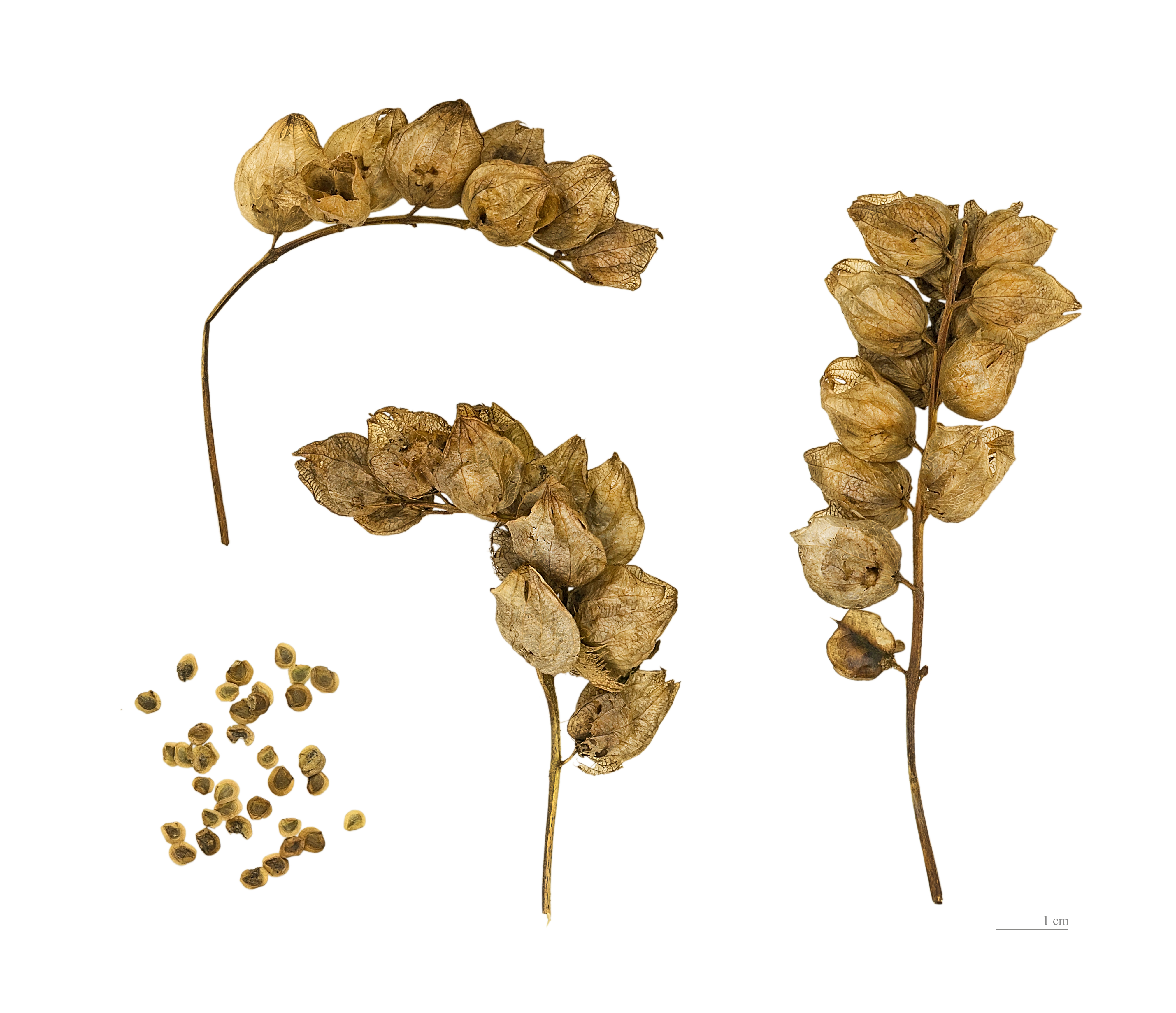
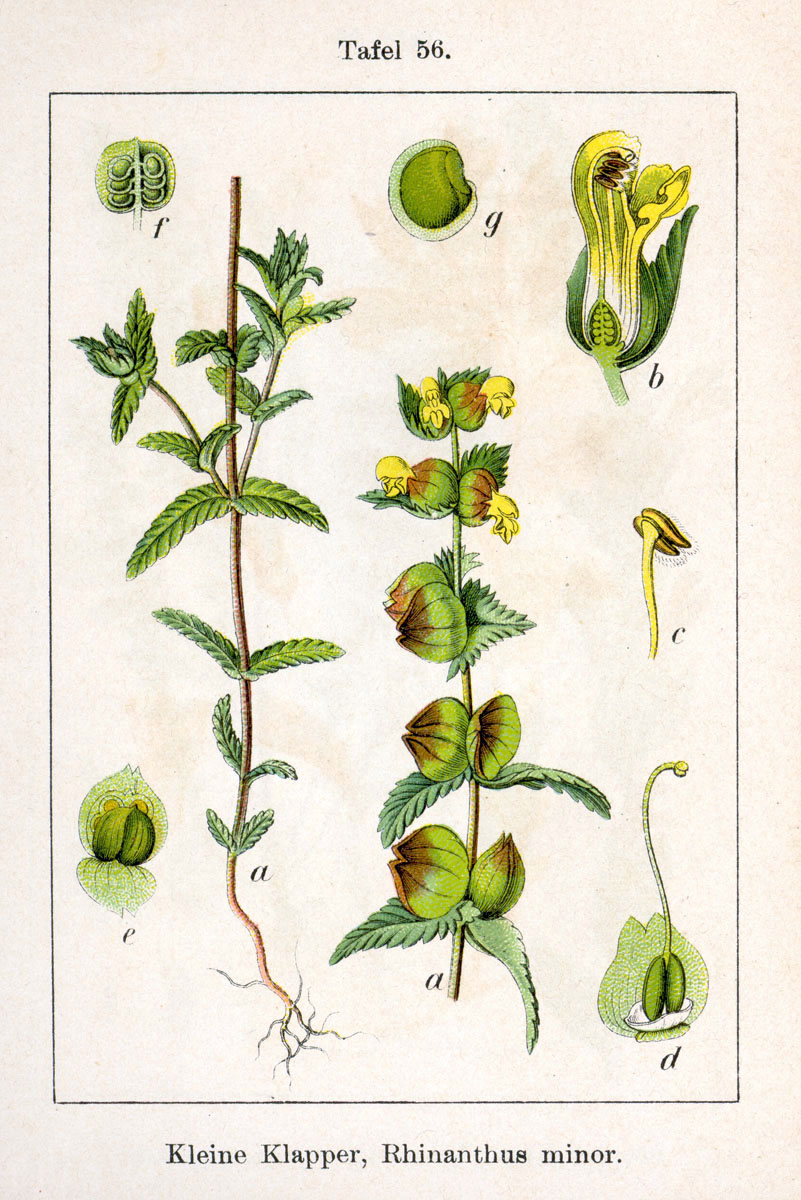